# Judith A. Merkies

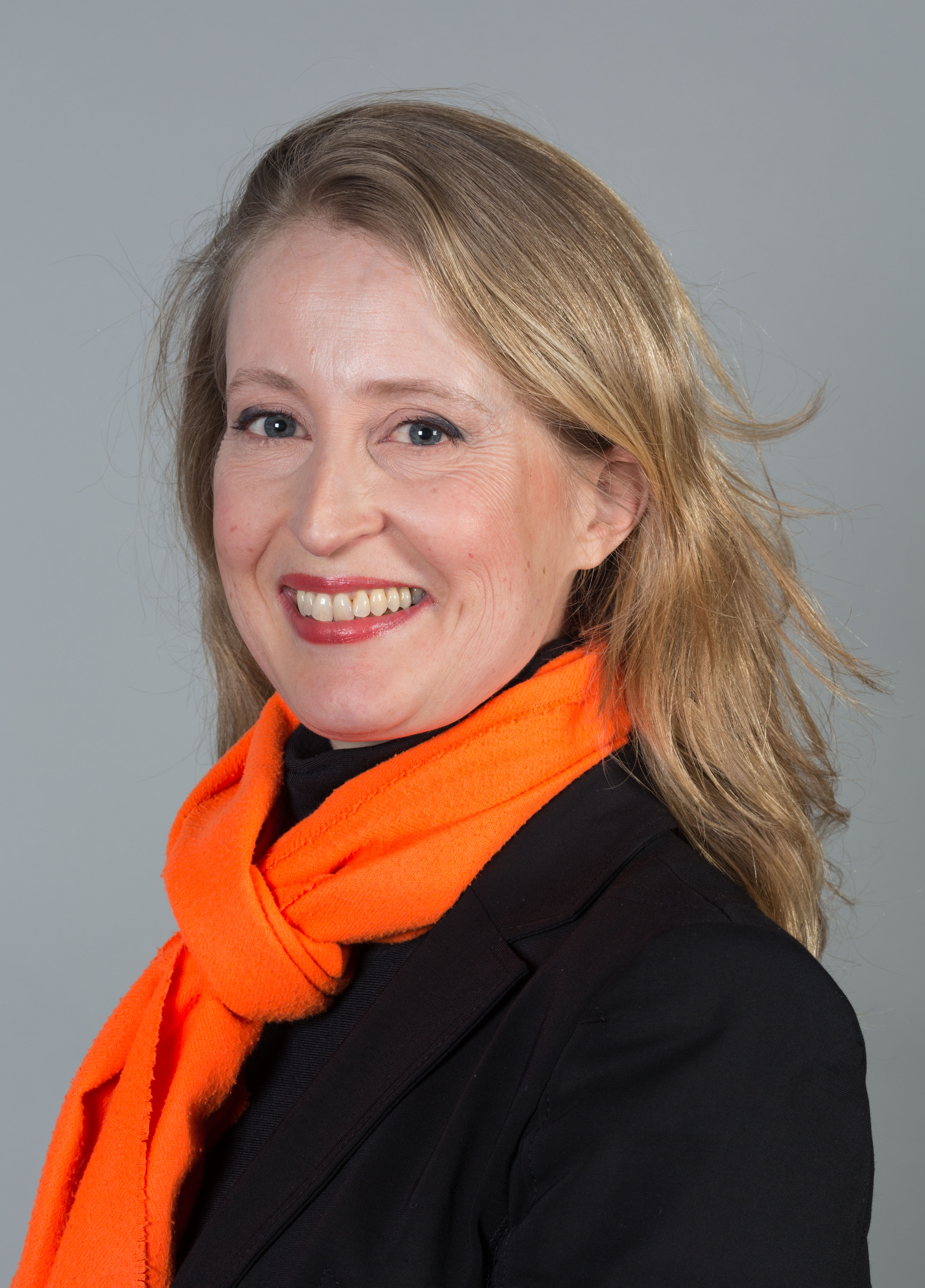
Judith A. Merkies (2014)

Judith A. Merkies (* 28. September 1966 in London, Kanada) ist eine niederländische Politikerin (PvdA).
Merkies wurde in Kanada geboren und hat eine ungarische Mutter. Sie studierte Recht an der Universität von Amsterdam und der Harvard University und war danach als Anwältin tätig. Seit 2009 gehört sie dem Europäischen Parlament an.